# Losonczy László
Losonczy László  (Kecskemét, 1812. május 25. – Budapest, 1879. augusztus 2.) költő.

## Életrajza
Szülővárosában tanult a filozófia elvégzéseig; a felsőbb osztályba 1835-ben Debrecenben iratkozott be; itt végezte a hittant és a jogtudományt, majd a korán elhunyt Nagy Imre helyébe a költészeti osztály köztanítója lett. 1841-től Érszalacson tanított. 1843-ban Beőthy Ödön és Komáromi György Bihar megyei követekkel mint fogalmazó a pozsonyi országgyűlésre ment. 1844 októberében a gyönki gimnáziumban lett a humaniorák tanára; 1849 októberében a kecskeméti főiskolához hívták meg a latin és magyar irodalom tanszékére; 1853 októberétől pedig a nagykőrösi iskolához ugyanazon tanszékre. 
1870-ben búskomorságba esett, mely később elmezavarrá fejlődött. Kecskeméten és budai irgalmasok kórházában ápolták, ahol igen rövid idő alatt visszanyerte ugyan eszméletét és Ceglédre vonulhatott fiához, 1878 őszén még Debrecenben is járt; de később a búskomorság ismét erőt vett rajta és 1879. augusztus 2-án meghalt Budapesten az irgalmasok kórházában, ahová fia gyógykezelés végett vitte. A vízivárosi sírkertben temették el. Borosnyay Oszkár miniszteri tanácsos, aki véletlenül találkozott a gyászmenettel, egyedül kísérte a temetőbe egykori tanárát és azonnal mozgalmat indított, hogy a jónevű költőnek síremléket emeljenek.

 
A Vasárnapi Újság így írt róla nekrológjában: 
Losonczy Lászlót egész csendben temették el a héten a budai sirkertbe, s a lapokkal csak akkor tudatták az öreg költő halált, mikor már koszorut sem lehetett tenni koporsójára, mely egy zaklatott életnek nyujt pihenőt. Losonczy László egyik kedveltebb és nagy termékenységű népies költőnk volt. Természetes kedélylyel dalolt, és több dala el is van terjedve a nép közt. Egy időben szerették szavalni is hazafias irányu költeményeit. Különben nem csak műveit ismerték, hanem a költő személyesen is országszerte ismerős volt, mert sokfelé megfordult, szivesen fölkeresve távol lakó ismerősöket és ujabb barátságokat kötve. [...] Zavart lelki állapotában is mindig költeményeket írt, s keserítette, hogy azokat nem adják ki. Általában az volt rögeszméje, hogy mindenütt mellőzik és nem részesül a megillető elismerésben. Most már nem háborgatja többé a dicsvágy!

## Munkái
- Első költeménye 1843-ban Katona József sírján címmel a Regélő Pesti Divatlapban jelent meg, később számos lap, folyóirat, évkönyv közölte verseit. Költészetén Csokonai Vitéz Mihály, Petőfi Sándor, Vörösmarty Mihály hatása érezhető. Nyomorúság című verse szájhagyomány útján is terjedt. Költeményeinek első kötetét, 1853-ban, a másodikat 1857-ban adta ki. Utóbbi kötet ismertetőjében írja a költőről a Kalauz: "költészete tiszta, nem tévutakon járó; nyelve hangzatos, igazi magyar; verselését pedig a keresetlenség, mégis műgond, szabatosság teszi becsessé." (1857. 12. szám).
- Írt színműveket is: Követség címmel vígjátékát 1847 tavaszán, Gyönkön Tóth János társulata vitte színpadra; az Áljurátus és a Legatus című műveit 1848 februárjában Egressy Gáborhoz küldte, de művei az akkori zavaros körülmények közt elvesztek. Dalok és szavalmányok című kötete 1878-ban, Nagykőrösön, míg a Kesergő lant, gyászköltemények, bucsúztatók, halotti énekek és sirversek című összeállítása halálának évében, 1879-ben Kecskeméten jelent meg.

## Főbb munkái
- Losonczy László költeményei (I–II., Pest, 1853–57.) Első kötet Második kötet
- Losonczy László újabb költeményei (Pest, 1862.)
- Dalok és szavalmányok (Nagy-Kőrös, 1878.)
- Kesergő lant, gyászköltemények, bucsúztatók, halotti énekek és sirversek (Kecskemét, 1879.)

## Emlékezete
- Emlékét őrzi Móra Ferenc Bort iszik a magyar ember című elbeszélése (megjelent az író A fele sem tudomány című kötetében).